# Doktor sociálně-politických věd
Doktor sociálních věd, od 1. září 1980 doktor sociálně-politických věd (dříve též doktor sociálních, resp. sociálně politických nauk, z lat. rerum socialium doctor, zkratka RSDr. umisťovaná před jménem) je akademický titul udělovaný pouze v období komunistického režimu v Československu absolventům Vysoké školy politické ÚV KSČ v Praze, Vojenské politické akademie Klementa Gottwalda v Bratislavě a také některých dalších škol politického zaměření, kteří svá studia ukončili státní rigorózní zkouškou ze zvoleného společenskovědního oboru a jeho širšího základu. Méně známý je titul doktor sociálních věd s toutéž zkratkou RSDr., který se udílel v letech 1949–1952 absolventům Vysoké školy politické a sociální, tedy naopak vysoké školy zrušené po únorovém převratu (zákonem č. 227/1949 Sb.).
Tento titul se již v Česku v současnosti neuděluje, ale zůstává v platnosti, resp. tedy nabyté vzdělání či kvalifikace absolventa, vedle ostatních doktorátů na základě rigorózních zkoušek (tedy formální kvalifikací se řadí na úroveň 7 v ISCED). Tento tzv. malý doktorát, stejně tak jako další, jsou platné v Česku, event. na Slovensku, platí pro ně i stejný zápis – zkratka titulu se případně píše před jménem a od jména se odděluje mezerou (např. RSDr. Jan Novák; někdy se zkracuje na „dr.“, popř. na začátku větného celku jako „Dr.“).

## Zkouška
Studium bylo jak denní, tak i dálkové, jako na ostatních vysokých školách. Jeho absolvování a úspěšné složení státní rigorózní zkoušky ale nebylo automatickou a jednoznačnou podmínkou k udělení toho. A naopak, v případě náležitých studijních výsledků a dobrých výsledků v praxi (bylo třeba doložit nejméně pětiletou úspěšnou politickou praxi), mohlo dojít k tzv. zkrácenému rigoróznímu řízení a titul byl udělen rovnou, což byla praxe i při ostatních rigorózních řízeních jiných doktorátů.
Státní rigorózní zkouška mohla být na Vysoké škole politické vykonána v jednom z těchto oborů:
- Filosofie a dějiny filosofie
- Sociologie
- Politická ekonomie a dějiny ekonomických teorií
- Obecné dějiny (se zaměřením na dějiny mezinárodního dělnického hnutí, dějiny mezinárodní politiky a dějiny Komunistické strany Sovětského svazu)
- Československé dějiny (včetně dějin Komunistické strany Československa)
- Teorie státu a práva
- Národní hospodářství Československé socialistické republiky (ekonomika průmyslu, ekonomika zemědělství)
- Teorie kultury a umění
- Teorie stranického vedení socialistické společnosti
- Teorie řízení
- Dějiny politických teorií
- Soudobé politické systémy

## Kritika

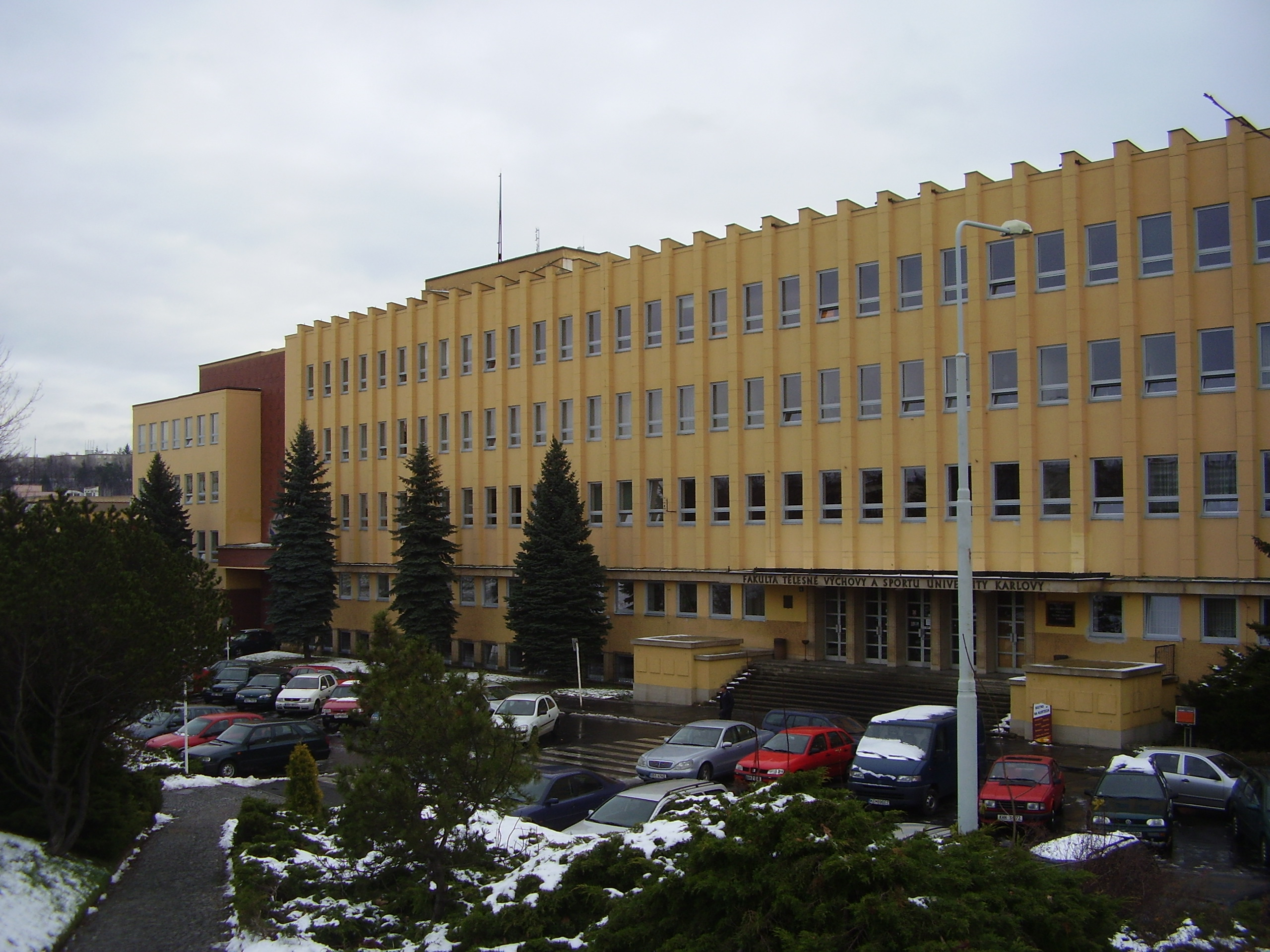
Budova bývalé Vysoké školy politické v Praze

Protože tento titul (míněno po roce 1966) získávali obvykle komunističtí funkcionáři a jednou z podmínek pro udělení byla kandidátova politická spolehlivost k ideologii a předpoklad této spolehlivosti i ve výkonu odborné i politické funkce, stal se držitel, který byl veřejnou osobou – funkcionářem, terčem řady vtipů a narážek a lidových pejorativních výkladů jeho zkratky: „rozhodnutím strany doktor“, „Rerum Srandarum Doctor“, „rodné strany doktor“ či „rozum strana darovala“. Samotná Vysoká škola politická v Praze se dle svého umístění pejorativně nazývala „Vokovická Sorbonna“.